# Джима Ояволе
Джима Ояволе (фр. Djima Oyawolé, нар. 18 жовтня 1976, Цевіє) — тоголезький футболіст, що грав на позиції нападника за низку французьких клубів, «Гент», «Шеньчжень Цзяньлібао», а також національну збірну Того.

## Клубна кар'єра
У дорослому футболі дебютував 1995 року виступами за французьку команду «Мец-2», а з наступного року почав залучатися до лав основної команди цього ж клубу, гравцем якої був до 2001 року. Утім до основного складу залучався лише епізодично, натомість віддавався в оренду до друголігових «Лор'яна», «Труа» та «Луан-Кюїзо».
2001 року уклав контракт із бельгійським «Гентом». Відіграв за команду з Гента наступні два сезони своєї ігрової кар'єри. Був основним гравцем атакувальної ланки команди і одним із її головних бомбардирів команди, маючи середню результативність на рівні 0,42 гола за гру першості.
Протягом 2003—2005 років захищав кольори китайського «Шеньчжень Цзяньлібао».
Заключний у своїй ігровій кар'єрі сезон 2006/07 провів у складі «Гента», проте в іграх бельгійської першості участі вже не брав.

## Виступи за збірну
1996 року дебютував в офіційних матчах у складі національної збірної Того.
У складі збірної був учасником Кубка африканських націй 1998 року в Буркіна Фасо, Кубка африканських націй 2000 року в Гані та Нігерії, а також Кубка африканських націй 2002 року в Малі.
Загалом протягом кар'єри в національній команді, яка тривала 11 років, провів у її формі 31 матч, забивши 7 голів.